# Eryn Krueger Mekash
Eryn Krueger Mekash (* 20. Jahrhundert) ist eine US-amerikanische Maskenbildnerin.

## Leben
Eryn Krueger Mekash ist seit den 1980er Jahren als Make-Up-Künstlerin in der US-Fernseh- und Filmbranche tätig. Sie ist dabei im klassischen Make-Up wie auch im Spezial-Make-Up aktiv. Insgesamt wirkte sie in über 90 Produktionen mit.
Für ihre Arbeit beim Netflix-Drama Hillbilly-Elegie wurde sie in der Kategorie Bestes Make-up und beste Frisuren zusammen mit Patricia Dehaney und Matthew Mungle für einen Oscar sowie einen BAFTA-Award nominiert.
Seit 2017 ist sie auch als Serien-Produzentin tätig. So produzierte sie Folgen von American Horror Story, 9-1-1 oder Hollywood.

## Filmografie (Auswahl)
- 1990: Gremlins 2 – Die Rückkehr der kleinen Monster (Gremlins 2 – The New Batch)
- 1995–1996: Auf schlimmer und ewig (Unhappily Ever After, Fernsehserie, 17 Folgen)
- 1996–2001: Alle lieben Raymond (Everybody Loves Raymond, Fernsehserie, 108 Folgen)
- 1996–2003: Sabrina – Total Verhext! (Sabrina, the Teenage Witch, Fernsehserie, 162 Folgen)
- 2003–2009: Nip/Tuck – Schönheit hat ihren Preis (Nip/Tuck, Fernsehserie, 76 Folgen)
- 2009–2011: Glee (Fernsehserie, 44 Folgen)
- 2010: Eat Pray Love
- 2011–2021: American Horror Story (Fernsehserie, 93 Folgen)
- 2014: 300: Rise of an Empire
- 2016–2018: American Crime Story (Fernsehserie, 19 Folgen)
- 2018: 9-1-1 (Fernsehserie, 10 Folgen)
- 2020: The Prom
- 2020: Hillbilly-Elegie (Hillbilly Elegy)